# Королевство Ливия
Короле́вство Ли́вия, также известное до 1963 года как Объединённое короле́вство Ли́вия (араб. المملكة الليبية‎, романизация: Al-Mamlakah Al-Lībiyya; итал. Regno di Libia; бербер. ⵜⴰⴳⵍⴷⵉⵜ ⵏ ⵍⵉⴱⵢⴰ) — государство в Северной Африке, образованное 24 декабря 1951 года и прекратившее своё существование после государственного переворота, устроенного Муаммаром Каддафи 1 сентября 1969 года, когда он сверг короля Мухаммада Идриса и основал Ливийскую Арабскую Республику.

## Конституция
Королевство было конституционной монархией, во главе которой стоял суфийский орден Сенусийя в лице Идриса ас-Сануси. В соответствии с конституцией от октября 1951 года государство возглавлял король в качестве главы государства с наследованием престола наследниками мужского пола (статьи 44 и 45 Конституции 1951 года). Значительная политическая власть принадлежала королю. Исполнительный орган правительства состоял из премьер-министра и Совета министров, назначаемых королём, но также ответственных перед Палатой представителей, нижней палатой двухпалатного законодательного органа. Сенат, или верхняя палата, состоял из восьми представителей от каждой из трёх провинций. Половина сенаторов назначалась королём, который также имел право наложить вето на законопроект и распустить нижнюю палату. Местная автономия в провинциях осуществлялась через провинциальные правительства и законодательные органы. Триполи и Бенгази попеременно служили национальной столицей.
Конституция была разработана под эгидой ООН и, как считалось, включала важные механизмы защиты прав человека. В конечном счёте, документ создал институциональный аппарат, который способствовал прозрачности и гарантиям защиты от диктатуры. В частности, Конституция предусматривает механизмы, гарантирующие подотчётность чиновников и органов власти при выполнении государственных функций и равенство всех ливийских граждан перед законом. В то время, когда Конституция была принята, она была воспринята как позитивная и дальновидная модель благого управления и баланса сил в государстве.

## История
21 ноября 1949 года Генеральная ассамблея ООН приняла резолюцию, устанавливавшую, что Ливия должна получить независимость до 1 января 1952 года. На последующих переговорах Ливию представлял Мухаммад Идрис ас-Сануси. 24 декабря 1951 года Ливия объявила о своей независимости, став первым арабским государством, получившим независимость по решению ООН, и одним из первых независимых африканских государств. Ливия была провозглашена конституционной монархией, а Идрис стал королём.
Несколько факторов, уходящих корнями в историю Ливии, повлияли на политическое развитие новой независимой страны. Они отражали различные политические ориентации провинций и двусмысленности, присущие ливийской монархии. Во-первых, после первых всеобщих выборов в Ливии 1952 года, которые состоялись 19 февраля, политические партии были упразднены. Партия Национальный конгресс, которая проводила кампанию против федеративной формы правления, потерпела поражение по всей стране. Она была объявлена вне закона, а её лидер Башир Саадави был изгнан из страны. Во-вторых, связи между провинциями по-прежнему были более важными, чем национальные, и федеральное и провинциальное правительства постоянно спорили о своих соответствующих сферах полномочий. В-третьих, отсутствие прямого наследника престола у Идриса вызывало нестабильность и борьбу за власть среди различных группировок приближённой к власти элиты.

### До открытия месторождений нефти и газа
В своей внешней политике Королевство Ливия принадлежало к консервативно-традиционалистскому блоку в Лиге арабских государств, членом которой оно стало в 1953 году.
Правительство находилось в тесном военном сотрудничестве с США и Великобританией; обе страны сохраняли права на военные базы в Ливии. США поддержали резолюцию ООН, предусматривающую независимость Ливии в 1951 году, и повысили статус своего офиса в Триполи с генерального консульства до представительства. Ливия открыла представительство в Вашингтоне в 1954 году. Впоследствии обе страны повысили свои миссии до уровня посольств и обменялись послами.
В 1953 году Ливия заключила двадцатилетний договор о дружбе и союзе с Соединенным Королевством, в соответствии с которым последнее получало военные базы в обмен на финансовую и военную помощь. В следующем году Ливия и Соединенные Штаты подписали соглашение, в соответствии с которым Соединенные Штаты также получили права на военную базу, подлежащие продлению в 1970 году, в обмен на экономическую помощь Ливии. Наиболее важным из объектов Соединенных Штатов в Ливии была авиабаза «Уилус» близ Триполи, считавшаяся стратегически ценным объектом в 1950-х и начале 1960-х годов. Резервации, отведённые в пустыне, использовались британскими и американскими военными самолётами, базирующимися в Европе, в качестве тренировочных полей. Ливия установила тесные связи с Францией, Италией, Грецией, Турцией и установила полноценные дипломатические отношения с СССР в 1955 году, но отклонила советское предложение об экономической помощи.

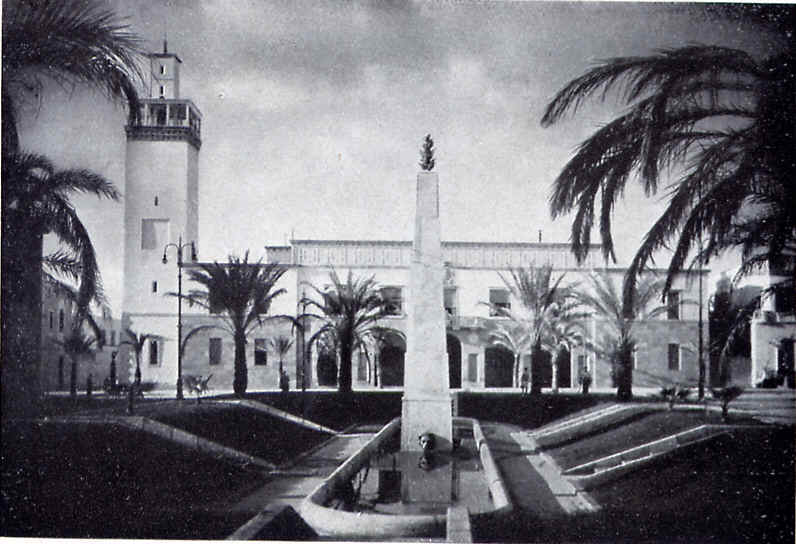
Бывший королевский дворец Аль-Манар в центре Бенгази, позже первый университетский городок Ливийского университета основанный королевским указом в 1955 году.

В рамках широкого пакета помощи, ООН согласился спонсировать программу, в которой особое внимание уделяется развитию сельского хозяйства и образования. Ливийский университет был основан в 1955 году королевским указом в Бенгази. Иностранные державы, в частности Великобритания и Соединенные Штаты, оказывали помощь в целях развития. Произошло устойчивое экономическое улучшение, но темпы роста были медленными, и Ливия оставалась бедной и слаборазвитой страной сильно зависящей от иностранной помощи.
Как уже отмечалось, у короля Идриса не было прямого наследника, что усиливало борьбу за трон в семье Сануситов. От брака с первой женой Фатимой, являвшейся дочерью Ахмада Шарифа, у монарха была только дочь, которая по законам ислама, не могла претендовать на королевский трон. От брака с египтянкой Алией (1955–1957 гг.) детей вообще не было, после чего монарх объявил в 1953 году наследником престола своего брата Мухаммада ар-Рида.
20 октября 1954 года королевский указ ограничил линию преемственности в семье Сануситов ветвью Идриса. Однако брат и наследник Идриса умер в 1955 году, после чего королём 26 октября 1956 года был назначен новый наследник престола Сейид Хасан ар-Рида аль-Махди ас-Сенусси, сын его покойного брата Мухаммада.
15 августа 1966 года специальным указом Идрис присвоил своей жене звание королевы. Наследный принц Хасан ар-Рида получил титул «Его королевское высочество». Всем членам королевского дома мужского пола было присвоено звание принцев с титулом «Его высочество». Этим указом король положил конец оппозиции против Хасана ар-Риды в кругах сторонников монархии. Но монарх не дал кронпринцу возможности проявить свои политические или управленческие способности.
Причиной назначения Идрисом своего племянника Хасана ар-Рида наследником престола было связано с закулисной борьбой про-американской и про-британской партии среди придворной элиты. Также, Идрис хотел положить конец разговорам о том, кто же будет королём после него. Так, 25 мая 1957 года, под давлением англичан правительство Мустафы Бен Халима было вынуждено уйти в отставку. Король Идрис опасался усиления позиции Бен Халима, который стремился ограничить властные полномочия монарха, подчинив правительство парламенту, а не королю. В меморандуме, представленном королю в декабре 1954 года, Бен Халим подробно изложил свои планы по преобразованию федеративной системы государства в унитарную с объявлением Ливии республикой. Бен Халим явно надеялся занять в новом государственном аппарате пост вице-президента.
Со своей стороны, американцы советовали королю ещё при жизни передать престол наследному принцу Хасану ар-Риде, чтобы его деятельность как короля хотя бы в первое время могла опираться на авторитет и поддержку самого Идриса. Против этого решительно выступали проанглийские силы.

### После открытия месторождения нефти и газа
Плохая экономическая ситуация в стране внезапно и резко изменилась в июне 1959 года, когда изыскатели из компании Esso (позже переименованной в ExxonMobil) подтвердили местоположение крупных нефтяных месторождений в Залтане в Киренаике. Последовали дальнейшие открытия, и коммерческое развитие было быстро начато концессионерами, которые вернули 50 % своей прибыли ливийскому правительству в виде налогов. На нефтяном рынке преимущества Ливии заключаются не только в количестве, но и в высоком качестве её сырой нефти. Близость Ливии и прямая связь с Европой по морю были дополнительными маркетинговыми преимуществами. Открытие и добыча нефти превратили обширную, малонаселённую, бедную страну в независимое богатое государство с потенциалом для экстенсивного развития и, таким образом, это стало важным поворотным моментом в ливийской истории. Закон Ливии о нефти, первоначально принятый в 1955 году, был изменён в 1961 году, а потом снова в 1965 году, чтобы увеличить долю ливийского правительства в доходах от нефти.
По мере развития нефтяных ресурсов в начале 1960-х годов Ливия приступила к осуществлению своего первого пятилетнего плана на 1963—1968 годы. Однако одним из негативных результатов нового богатства от нефти стало сокращение сельскохозяйственного производства, в основном из-за пренебрежительного отношения к этому. Хотя нефть существенно изменила финансовое положение страны, доходы от её добычи концентрировались в руках узкого властного слоя, что вызывало недовольство в обществе. Внутренняя ливийская политика по-прежнему оставалась стабильной, но федеральная форма государственного устройства оказалась неэффективной и громоздкой. В апреле 1963 года премьер-министр Мохиэддин Фикини добился принятия парламентом одобренного королём законопроекта, который отменил федеральную форму правления, установив вместо неё унитарный стиль правления с доминирующим центральным правительством. Согласно новому закону деление страны на Киренаику, Триполитанию и Феццан должно было быть ликвидировано, и страна разделялась на десять новых провинций, каждую из которых возглавлял назначенный королём губернатор. Законодательный орган пересмотрел конституцию в 1963 году, чтобы отразить переход от федеративного к унитарному государству.
Параллельно, король принял меры для укрепления монархии. Ещё в начале октября 1965 года Идрис ввёл в состав правительства ряд убежденных монархистов, а бывшего премьер-министра Махмуда аль-Мунтасира назначил начальником своей канцелярии, предоставив ему широкие полномочия. По рекомендации премьер-министра Хуссейна Мазика были реорганизованы силы безопасности страны: вместо единого управления органов разведки и контрразведки в системе министерства внутренних дел были созданы самостоятельные управления сил безопасности восточных, западных и южных провинций. Таким образом, по мнению правительства, исключалась возможность объединенных действий сил безопасности в случае, если в их рядах сформируется антимонархическая оппозиция. В то же время провинциальные органы были поставлены под двойной контроль – правительства и управлений сил безопасности. При короле был создан совещательный орган, в который вошли председатели обеих палат парламента, муфтий, ректор исламского университета и председатель Верховного шариатского суда. Был также вдвое увеличен численный состав Сената – опоры монарха в парламенте.

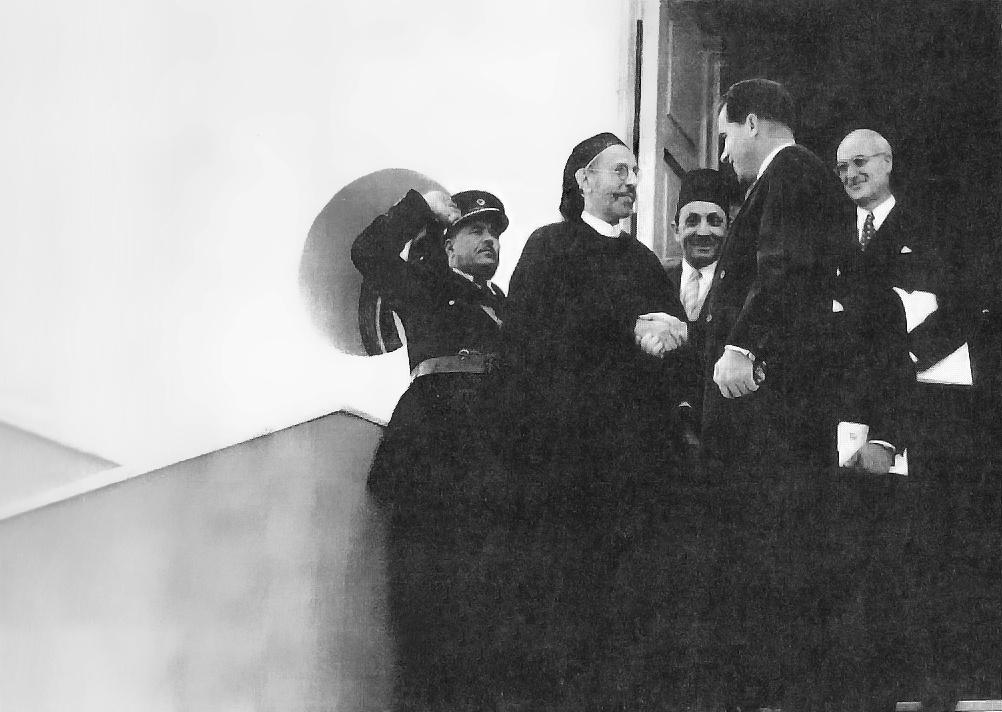
Король Идрис с вице-президентом США Ричардом Никсоном в марте 1957 года. Ливия стремилась к дружественным отношениям с Западом.

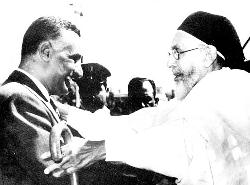
Король Идрис встречается с Президентом Египта Абдель Насером.

В региональных делах Ливия пользовалась преимуществом отсутствия активных пограничных споров со своими соседями. Ливия была одним из тридцати членов-основателей Организации африканского единства (ОАЕ), предшественице Африканского союза, созданной в 1963 году, и в ноябре 1964 года участвовала вместе с Марокко, Алжиром и Тунисом в формировании совместного консультативного комитета, направленного на экономическое сотрудничество между государствами Северной Африки. Хотя Ливия поддерживала арабские движения, в том числе марокканское и алжирское движения за независимость, она не принимала активного участия в арабо-израильском конфликте или бурной межарабской политике 1950-х и начала 1960-х годов.
Тем не менее, бренд панарабизма, продвигаемый египетским Президентом Гамалем Абдель Насером, оказывал всё большее влияние, особенно среди молодого ливийского поколения, на которое повлиял приток египетских учителей в Ливию. Как следует из одного доклада:
Присутствие египетских учителей объясняет, почему так много классных комнат демонстрируют влияние египетской пропаганды. Ученики рисуют мелками египетские войска, одерживающие победы над Израилем или Великобританией. В Бенгази учащимся средней школы читается полный курс истории Египта. На выставке искусств в средней школе были представлены фотографии ведущих правителей Египта; на одной стороне были «плохие» правители, на другой «хорошие» правители. Плохие правители начинались с фараона Хеопса, который «поработил свой народ, чтобы построить пирамиды», и закончились королём Египта Фаруком. Хорошие правители начинались с фараона Эхнатона и заканчивались, конечно же, Гамалем Абдель Насером.
В ответ на антизападную агитацию в 1964 году по существу прозападное правительство Ливии потребовало эвакуации британских и американских баз до сроков, указанных в договорах. Большая часть британских войск была фактически выведена в 1966 году, хотя эвакуация иностранных военных объектов, включая авиабазу «Уилус», не была завершена до марта 1970 года. По заявлениям европейских и американских газет, в течение ряда лет правительство Идриса испытывало давление со стороны насеровского Египта и находился под угрозой подрывной деятельности извне.
В западной прессе появлялись публикации (со ссылкой на ливийское правительство), где говорилось о «заговоре» с целью ликвидации монархии и создание республики с последующей перспективой «объединения с Египтом». 25 марта 1965 года в английском журнале «Форин Рипорт» появилась статья, где описывалась точка зрения ливийских «насеристов», которые считали, что после смерти короля «может возникнуть хаос» и интересы Ливии потребуют объединиться с Египтом. В английской прессе отмечалось, что в прошлом Хасан ар-Рида несколько увлекался арабским национализмом, но после того, как был провозглашен наследным принцем, стал осуждать революцию и любую попытку насильственного переворота. Это означало, что англичане официально поддерживали его кандидатуру. Однако в реальности британцы, имевшие крупное военное присутствие в Ливии и тесные связи с верховным командованием ливийской армии, начали готовить военный переворот помогая братьям Шалхи, сыновьям давнего главного советника Идриса Ибрагима Шалхи, который был убит племянником королевы Фатимы осенью 1954 года. Британцы были недовольны слишком слабой прозападной политикой Идриса, а также они не хотели видеть наследного принца Хасана на троне, поскольку тот, в теории, мог, как считали британцы, попасть под влияние Египта и, как следствие, Советского Союза. Таким образом, британцы считали, что братья Шалхи с большей вероятностью будут лучше продвигать их интересы в стране. Семья Шалхи, пользовавшаяся большим влиянием в Киренаике и имела в народе дурную репутацию «крайне коррумпированной», и зависимость Идриса от них вызывала недовольство ливийского народа
Французская газета «Монд» 27 и 28 сентября того же года пророчила два возможных сценария для Ливии после смерти престарелого монарха: либо «путь анархии», либо путь «нынешней стабилизации».
Сторонники монархии рассчитывали, что после смерти короля власть в свои руки возьмёт генеральный штаб армии и «спокойно» возведёт на престол законного наследника. В случае же «беспорядков» Англия на основе англо-ливийского договора о «дружбе» введёт в Ливию свои войска. Однако среди сторонников монархии не было единства в вопросе о наследнике Хасане ар-Риде. Следовательно, противники кронпринца искали другого претендента на ливийский трон. В английской прессе отмечалось, что в прошлом Хасан ар-Рида несколько увлекался арабским национализмом, но после того, как был провозглашен наследным принцем, стал осуждать революцию и любую попытку насильственного переворота. В кругах придворной верхушки вынашивали план, согласно которому в случае, если американцы попытаются вмешаться во внутриполитическую ситуацию с использованием мощи 6-го флота, то англичане должны были ввести свои войска и оккупировать Ливию.
Шестидневная война в июне 1967 года между Израилем и его арабскими соседями вызвала сильную реакцию в Ливии, особенно в Триполи и Бенгази, где портовые и нефтяные рабочие, а также студенты участвовали в демонстрациях с применением насилия. В результате беспорядков были повреждены посольства Соединенных Штатов и Великобритании, а также офисы нефтяных компаний. Члены небольшой еврейской общины также подверглись нападению, что привело к эмиграции почти всех оставшихся ливийских евреев. Правительство восстановило порядок, но после этого попытки модернизировать небольшие и неэффективные ливийские вооруженные силы и реформировать крайне неэффективную ливийскую бюрократию наткнулись на консервативную оппозицию.
Хотя Ливия явно официально поддерживала арабские движения в целом, страна не играла важной роли в арабской политике. Однако на конференции арабских государств на высшем уровне, состоявшейся в Хартуме в сентябре 1967 года, Ливия, наряду с Саудовской Аравией и Кувейтом, согласилась предоставить щедрые субсидии из доходов от нефти для оказания помощи Египту, Сирии и Иордании, побеждённым в июне Израилем. Кроме того, Идрис впервые выдвинул идею принятия коллективных мер по повышению цен на нефть на мировом рынке. Ливия, тем не менее, продолжала тесно сотрудничать с Западом, в то время как правительство Идриса придерживалось по существу консервативного курса у себя дома.
К апрелю 1969 года, за спиной короля и с помощью британцев, братья Шалхи укрепляли свою власть и готовились свергнуть монархию. Абдул Азиз Шалхи стал начальником штаба ливийской армии, а Омар Шалхи королевским советником. В середине 1969 года Идрис уехал в Турцию и Грецию на лечение во время широко распространённых слухов о будущем государственном перевороте, который готовят братья Шалхи 5 сентября.
Больной Идрис, понимая, что он уже не справляется со своими обязанностями и закручивающейся ситуацией, прислал 4 августа 1969 года главе сената подписанный им документ, в котором король должен был передать бразды правления наследному принцу. В документе была указана дата отречения – 2 сентября, дата, когда король официально обязался уйти на покой передав власть наследнику. Действительно, до переворота наследный принц уже начал осуществлять королевские обязанности от имени короля Идриса.

## Переворот 1969 года и конец монархии
Организация «Свободные офицеры», руководителем которой был капитан Муаммар Каддафи, при непосредственной помощи спецслужб Египта («Мукхабарат-Элам»), понимая, что лучшего момента для них не будет, осуществила 1 сентября 1969 года свой государственный переворот, опередив братьев Шалхи и британцев на пять дней. Монархия была упразднена. Революционеры арестовали начальника штаба армии Абдулу Азиза Шалхи и главу службы безопасности королевства. Считается, что при аресте Абдулы Азиза Шалхи, тот сказал солдатам: «Нет! Вы, идиоты! Переворот должен состояться не сегодня вечером!». Узнав о перевороте, король Идрис первоначально посчитал его «несущественным». Когда «Свободные офицеры» захватили власть, наследный принц, который тогда правил страной от имени короля Идриса, был заключён в тюрьму на два года, а затем в течение следующих семи лет находился в полной изоляции под домашним арестом. Публично униженный окружением Каддафи, он перенёс инсульт, который заставил его обратиться за медицинской помощью в Великобритании в 1988 году. Затем он отправился в Европу со своим вторым сыном, принцем Мухаммедом ас-Сенусси, и умер в 1992 году в Лондоне в окружении своей семьи. Когда 18 июня 1992 года на пресс-конференции в присутствии прессы и его пятерых детей было зачитано последнее завещание покойного наследного принца, принц Мухаммед был официально назначен законным наследником трона Ливии. После свержения монархии страна превратилась в Ливийскую Арабскую Республику.
После переворота, советские военно-морские силы расположились вдоль ливийского побережья. Советы следили за кораблями 6-го флота США более пристально. Этим действием, советы косвенно предупреждали американцев держаться подальше от событий в Ливии. Скорее всего, СССР пытался пресечь действия со стороны США, аналогичных высадке десанта в Ливане во время кризиса 1958 года или интервенции в Доминиканскую Республике в 1965 году. В то же время, Советы заработали себе определенный политический и психологический капитал в глазах арабов. Сразу после переворота новое правительство Ливии публично выразило «благодарность» ВМФ СССР за то, что он не позволил 6-му флоту США «вмешаться» во внутриполитические дела страны.

### Последствия

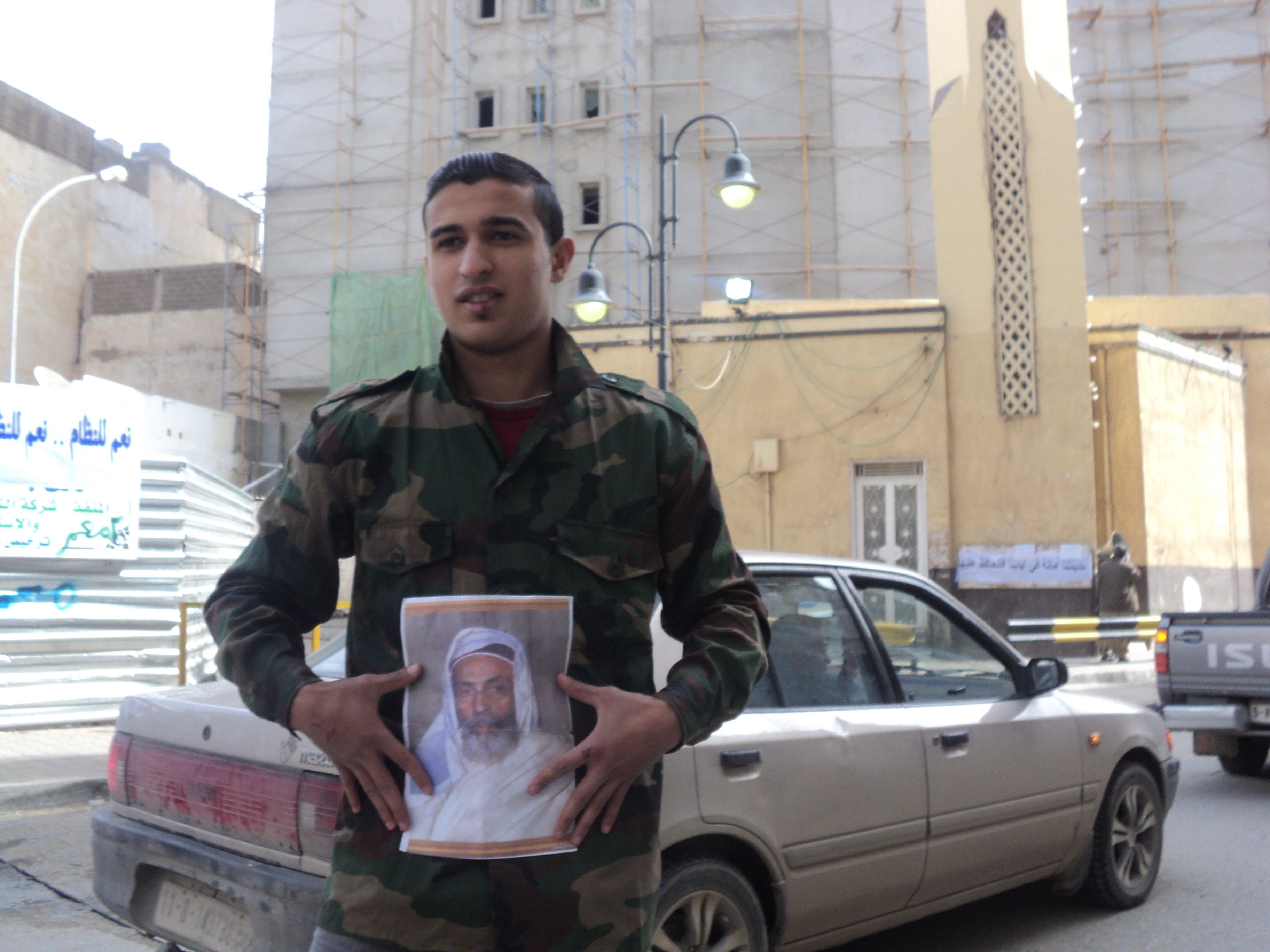
Молодой житель Бенгази с фотографией короля Идриса во время гражданской войны 2011 года.

Хотя король и наследный принц умерли в изгнании, а большинство молодых ливийцев родились во время существования Джамахирии, Сануситы в некоторой степени вернулась во время гражданской войны 2011 года в Ливии, особенно в традиционной твердыне династии Киренаике. Демонстранты использовали старый трёхцветный флаг королевства, некоторые несли портреты бывшего короля и пели старый национальный гимн «Ливия, Ливия, Ливия». Двое из выживших изгнанников-Сануситов планировали вернуться в Ливию, чтобы поддержать протестующих.

## Система государственного управления
Королевство Ливии было конституционной монархией, законодательная власть в которой осуществлялась монархом совместно с парламентом.

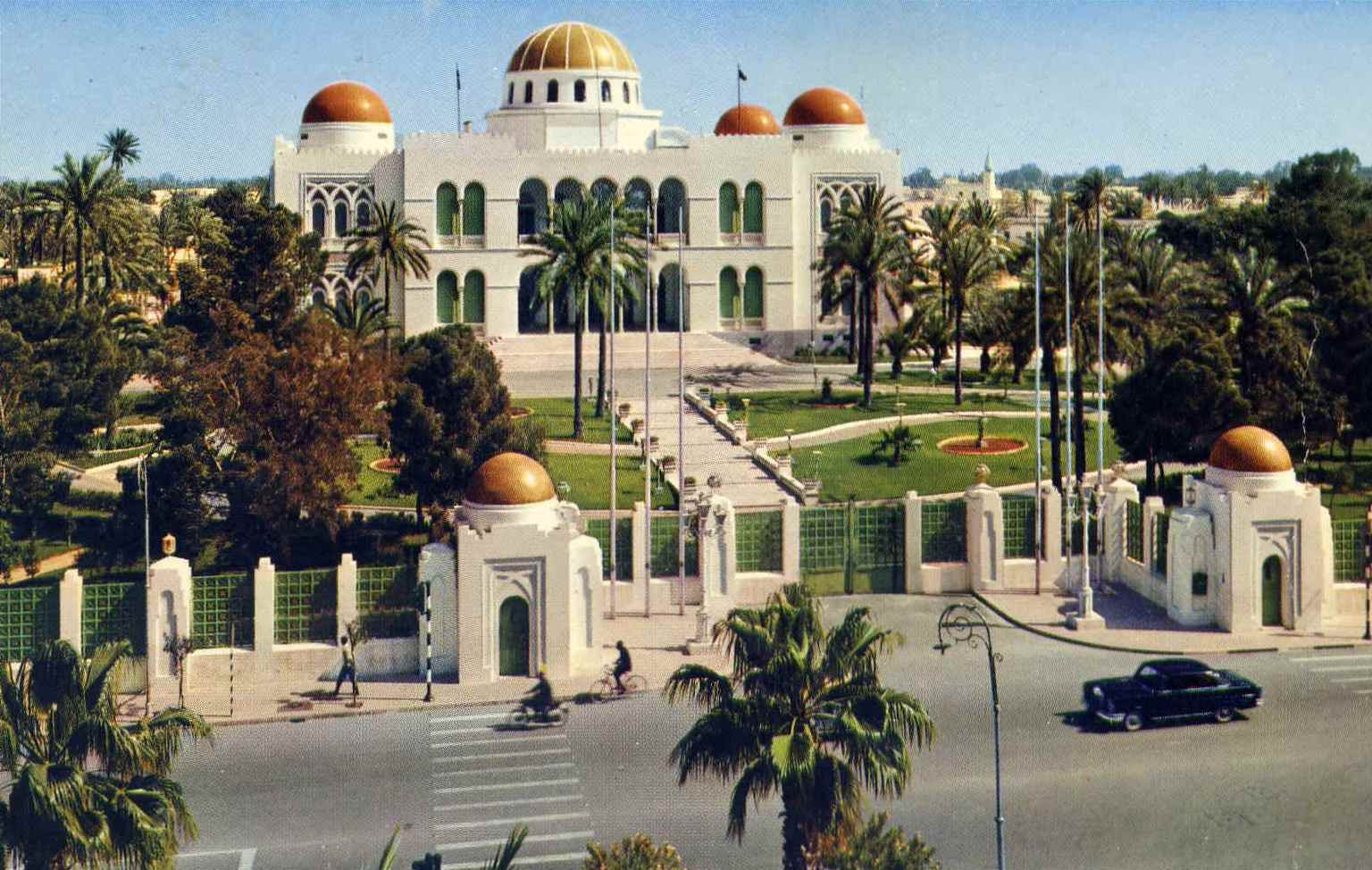
Королевский дворец в Триполи.

### Королевская власть
Король был определён конституцией как верховный глава государства. Прежде чем он сможет принять конституционные полномочия, королю необходимо было принести присягу перед обеими палатами парламента. Все законы, принятые парламентом, должны были быть одобрены и обнародованы королём. В обязанности короля также входило открывать и закрывать заседания парламента, а также распускать Палату представителей в соответствии с положеними Конституции. Король был верховным главнокомандующим вооружённых сил королевства.

### Правительство (Совет министров)

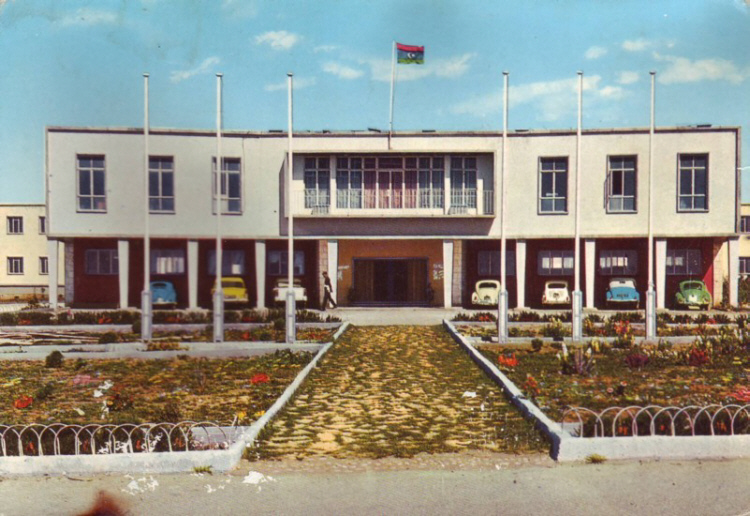
Офис премьер-министра в Байде, 1965 год.

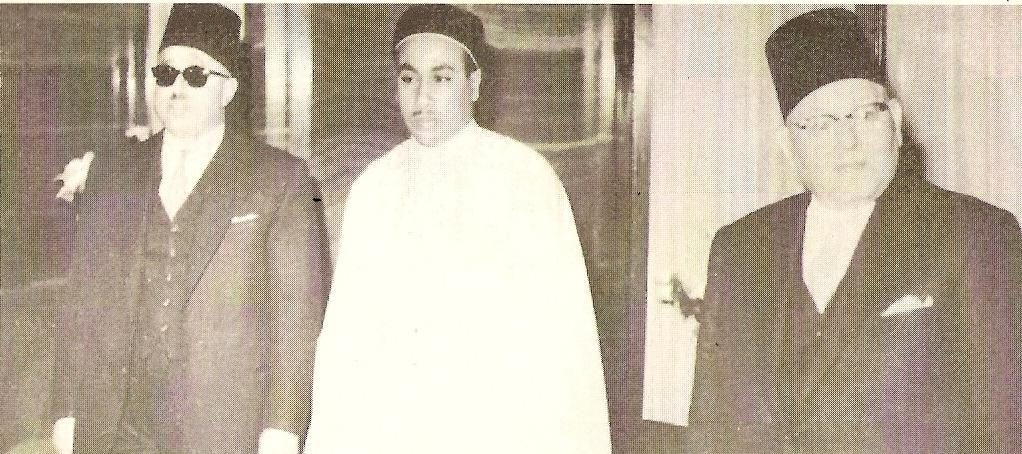
Слева направо: премьер-министр Абдул Маджид Кубар, наследный принц Хасан и Тахер Бакир, губернатор Триполитании.

Король отвечал за назначение и смещение премьер-министров. Король также назначал и увольнял министров по представлению и рекомендации премьер-министра. Совет министров отвечал за ведение внутренней и внешней политики государства, правительство было подотчётно Палате представителей. Как только происходила отставка премьер-министра, это автоматически приводило к отставке всего правительства.

### Парламент
Парламент королевства состоял из двух палат — Сената и Палаты представителей. Обе палаты начинали и прекращали работать одновременно.
Сенат состоял из 24 членов, назначенных королём. Место в Сенате было предоставлено только гражданам Ливии в возрасте не менее сорока лет. Король назначал председателя Сената, а сам Сенат избирал двух вице-председателей, которых затем должен был утвердить король. Председатель и вице-председатель исполняли свои обязанности в течение установленного двухлетнего срока. В конце этого срока король был волен повторно назначить председателя или заменить его кем-то другим, в то время как вице-председателям предстояло переизбраться. Срок полномочий сенатора составлял 8 лет. Сенатор не мог занимать должность в течение последовательных сроков, но мог быть назначен повторно в будущем. Половина всех сенаторов должна была сменяться каждые четыре года.
После внесения изменений в конституцию 25 апреля 1963 год, члены Палаты представителей избирались всеми гражданами Ливии всеобщим тайным голосованием, ранее женщины не имели возможности голосовать. Количество депутатов в палате определялось из расчёта один депутат на двадцать тысяч человек. Выборы проводились каждые четыре года, если парламент не распускался раньше. Депутаты отвечали за избрание спикера и двух вице-спикеров Палаты представителей.

## Роль армии в политической системе монархической Ливии
Роль и место национальной армии в политической жизни Ливии видоизменялись в зависимости от характера государственного устройства и отношения руководства страны к вооружённым силам и выполняемым ими задачам.
До второй половины 60-х годов прошлого века вооружённые силы Ливии развивались медленно. Король Идрис не хотел иметь сильной армии. Он боялся, что по примеру соседнего Египта военные могут свергнуть монархию, и поэтому держал их под особым контролем. Офицерский корпус в первые годы после обретения независимости был тесно связан с монархическим режимом. Но постепенно состав среднего и младшего офицерства качественно менялся за счёт пополнения выходцами из средних слоев.
После поражения арабов в войне с Израилем в 1967 г. в стране и особенно в армии усилились патриотические настроения, с которыми монархический режим не мог не считаться. В офицерском корпусе усиливался антимонархизм. В 1964 году молодые офицеры Муаммар Каддафи, Абдель Салам Джеллуд, Абу Бакр Джабер и ряд других создали подпольную организацию «Свободные офицеры юнионисты-социалисты» (СОЮС). Её целями провозглашены: свержение монархии, освобождение страны от экономического господства империализма, ликвидация иностранных военных баз, преодоление вековой отсталости, установление социальной справедливости, достижение арабского единства. Лозунгом организации был девиз: «Свобода, единство, социализм». На СОЮС оказали сильное влияние идеи египетской революции 1952 г. и её руководителя Г. А. Насера. В целом же «свободные офицеры» не имели большого опыта политической и общественной деятельности, сколько-нибудь определённой программы социальных преобразований и, тем более, сложившихся политических убеждений. Однако, несмотря на молодость и отсутствие опыта, М. Каддафи и его соратники смогли успешно наладить работу хорошо законспирированной революционной организации.
С целью пополнения своего образования многие члены СОЮС поступили на учёбу в местный университет, изучали принципы и методы государственного управления, приобретали политические, экономические, финансовые, правовые и дипломатические знания.
Возрастающее брожение в армии, усиление общей напряженности в стране способствовали укреплению рядов СОЮС. К 1969 г. в состав организации входили уже офицеры всех видов вооружённых сил, в том числе отдельные представители старшего офицерства. К этому времени даже многие военные, преданные Идрису, отчетливо понимали, что только упреждающая смена власти может спасти страну от беспорядков, которые ожидались после смерти престарелого монарха.
В начале 1969 г. Каддафи решил, что СОЮС сможет мобилизовать достаточно сил для свержения королевского режима. К марту приготовления к захвату власти заканчиваются. Был разработан четкий план действий с учетом различных обстоятельств, включая возможное иностранное вмешательство.
В ночь с 31 августа на 1 сентября 1969 г. «Свободные офицеры» совершили переворот. Верные им части быстро и практически без потерь захватили важнейшие объекты в Триполи и Бенгази. Были арестованы члены королевской семьи, в том числе кронпринц Хасан ар-Рида и ряд высших офицеров и министров. Страна была провозглашена Ливийской Арабской Республикой. Власть перешла к Совету революционного командования (СРК) в составе 24 человек (всего к моменту переворота в СОЮС было 200 офицеров). 4 сентября полковник М. Каддафи официально стал председателем СРК, а 8 сентября ему было присвоено воинское звание полковник. В первые месяцы после революции Совет выполнял роль «теневого» военного кабинета, контролируя армию и ключевые звенья госаппарата. В Ливии фактически был установлен военный режим.

## Административное деление

### Три провинции (1951—1963 годы)

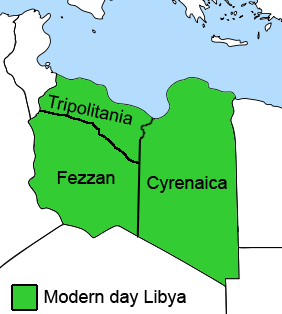
Провинции Ливии до 1963 года.

После обретения независимости до 1963 года королевство было разделено на три провинции: Триполитания, Киренаика и Феццан, которые являются тремя историческими регионами Ливии. Автономия в провинциях осуществлялась через провинциальные правительства и законодательные органы.
| Провинция    | Столица | Площадь км² |
| ------------ | ------- | ----------- |
| Киренаика    | Бенгази | 850 000     |
| Феццан       | Себха   | 631 000     |
| Триполитания | Триполи | 276 000     |

### Реорганизация 1963 года
После внесения изменений в конституцию, отменяющих федеральный состав страны в 1963 году, три провинции были реорганизованы в десять мухафаз (провинции по-арабски), которыми управлял назначенный губернатор.
- Байда, бывшая часть Киренаики

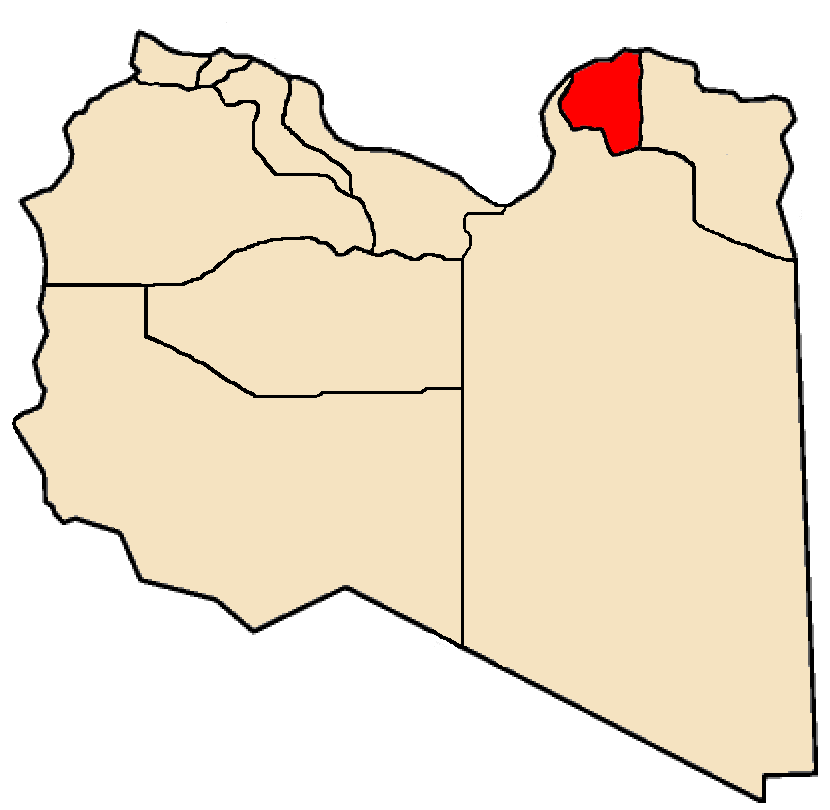
Провинции в Ливии (1963—1983 годы). Красным на карте выделена мухафаза Байда.

- Аль-Хумс, бывшая часть Триполитании
- Авбари, бывшая часть Феццана
- Аз-Завия, бывшая часть Триполитании
- Бенгази, бывшая часть Киренаики
- Дарна, бывшая часть Киренаики
- Гариан, бывшая часть Феццана и Триполитании
- Мисурата, бывшая часть Триполитании
- Сабха, бывшая часть Феццана
- Тарабулус, бывшая часть Триполитании

## Наследие
С тех пор как в 2011 году закончилось сороколетнее правление Муаммара Каддафи, Ливия изо всех сил пытается создать основные институты власти и законы. Конституция 1951 года с поправками, внесёнными в 1963 году, в последние годы была в центре политических дебатов. Фактически, этот документ по-прежнему широко рассматривается как важный инструмент и прочная основа для урегулирования политического кризиса в Ливии.
Растущая поддержка на местах в Ливии того, что конституционная монархия, основанная на дореволюционной конституции, должна быть восстановлена в качестве силы стабильности, единства и справедливого управления, появилась с 2011 года. Ливийские изгнанники, а также видные политические деятели и местные группы публично поддержали восстановление монархии под руководством принца Мухаммеда в качестве привлекательного политического варианта в Ливии.
В 2013 году Африканский союз почтил память короля Идриса как африканского героя и архитектора независимости Ливии от колониального правления на публичном мероприятии. На самом деле Идрис по-прежнему широко рассматривается как отец независимой и единой Ливии, который возглавил страну, оказав сопротивление колониальным державам. Будучи тихим, но твёрдым правителем, он сыграл объединяющую роль как в Ливии, между различными течениями ислама и множеством ливийских племён, так и во всём регионе. Его помнят как «бескомпромиссного» в отношении своих врагов, независимо от последствий его действий. В некрологе, опубликованном Ассошиэйтед Пресс в 1983 году, напоминалось, что он лишил тридцать членов королевской семьи их привилегий и прав, сослал семь принцев и вынес решение в пользу казни одного из своих племянников, который убил доверенного королевского советника.
В интервью Аль-Хайят в апреле 2014 года тогдашний министр иностранных дел Ливии Мохаммед Абдельазиз заявил, что возвращение конституционной монархии в институциональных рамках, установленных Конституцией 1951 года до внесения поправок 1963 года, может послужить объединяющим символом для нации и политическим зонтиком, который гарантировал бы легитимность институтов Ливии перед лицом призывов к решению федерального и межконфессионального конфликта.
В июле 2015 года поддержка восстановления Конституции 1951 года и поощрения возвращения монархии была публично выражена несколькими членами Ассамблеи по разработке Конституции, комитета, которому поручено было написать новую конституцию, посредством петиции, распространённой через социальные сети, а также посредством официального письма, опубликованного Али Хусейном Бубакером, тогдашним мэром Байды, важного города на востоке Ливии.
В августе 2015 года Киренаиканская федералистская партия, Национальный федеральный блок, обратилась к парламенту с просьбой одобрить Конституцию 1951 года в качестве основного закона для всей страны. Партия провела встречу в Байде, на которой присутствовали власти Киренаики, а также члены Палаты представителей, базирующейся в Тобруке, под лозунгом «Возвращение к неизмененной Конституции отцов-основателей 1951 года для обеспечения единства ливийской нации». В заключительном заявлении, подготовленном организаторами, была подтверждена необходимость рассматривать Конституцию 1951 года как единственное средство достижения политического воссоединения в Ливии.
Примечательно, что 4 июня 2015 года Даниэль Кавчинский, член Специального комитета по иностранным делам в британском парламенте, опубликовал статью, в которой выступал за возвращение Конституции 1951 года с поправками 1963 года в соответствии с растущей поддержкой на низовом уровне, зарегистрированной в крупных городах Ливии.
В целом, растущий интерес к жизнеспособности и актуальности этого решения как на местах, так и на международном уровне был зафиксирован в феврале 2016 года Декланом Уолшем, репортёром New York Times, который провёл значительное время в Ливии. Растущий объём страниц в социальных сетях и мероприятий на эту тему отражает эту тенденцию.
Принц Мухаммед признал растущий энтузиазм в отношении восстановления Конституции 1951 года и монархии. Он постоянно подчеркивал, что для него будет честью вернуться и служить своей стране, если этого потребует ливийский народ.